# Петропавловская церковь (Севск)
Петропавловская церковь (Храм во имя святых первоверховных апостолов Петра и Павла) — храм Брянской епархии Русской православной церкви, расположенный в городе Севске Брянской области.

## История
В 1701 году новобранец Е. Шереметцов «со товарищи» построил в Севске деревянную церковь во имя апостолов Петра и Павла. В конце XVIII века, с благословения епископа Орловского и Севского Аполлоса, на средства севского купца Филатова взамен старого храма была построена новая каменная церковь, а место, где находилась старая церковь, перешло в частное владение. Строительство началось в 1795 году, а в 1799 году состоялось освящение нового храма, но строительные работы закончилось только в 1809 году. Верхний летний храм был освящён во имя святых апостолов Петра и Павла, а нижний — во имя Благовещения Пресвятой Богородицы. В 1853 году к колокольне церкви была пристроена галерея с каменными лестницами, ведущими на второй этаж. В 1869 году каменный пол нижнего храма заменён деревянным, а в 1886 году в нём был заменён иконостас.
В советские годы храм закрыли. Во время строительства автодороги Москва—Киев в конце 1950-х — начале 1960-х в здании располагались автомастерские Суземского дорожного отдела, а затем до 1977 года — пожарная часть, которую сменило «Райсельэнерго». В 1989—1990 годах была выполнена реставрация здания по проекту Г. П. Степаненко. В нём планировали разместить районную библиотеку.

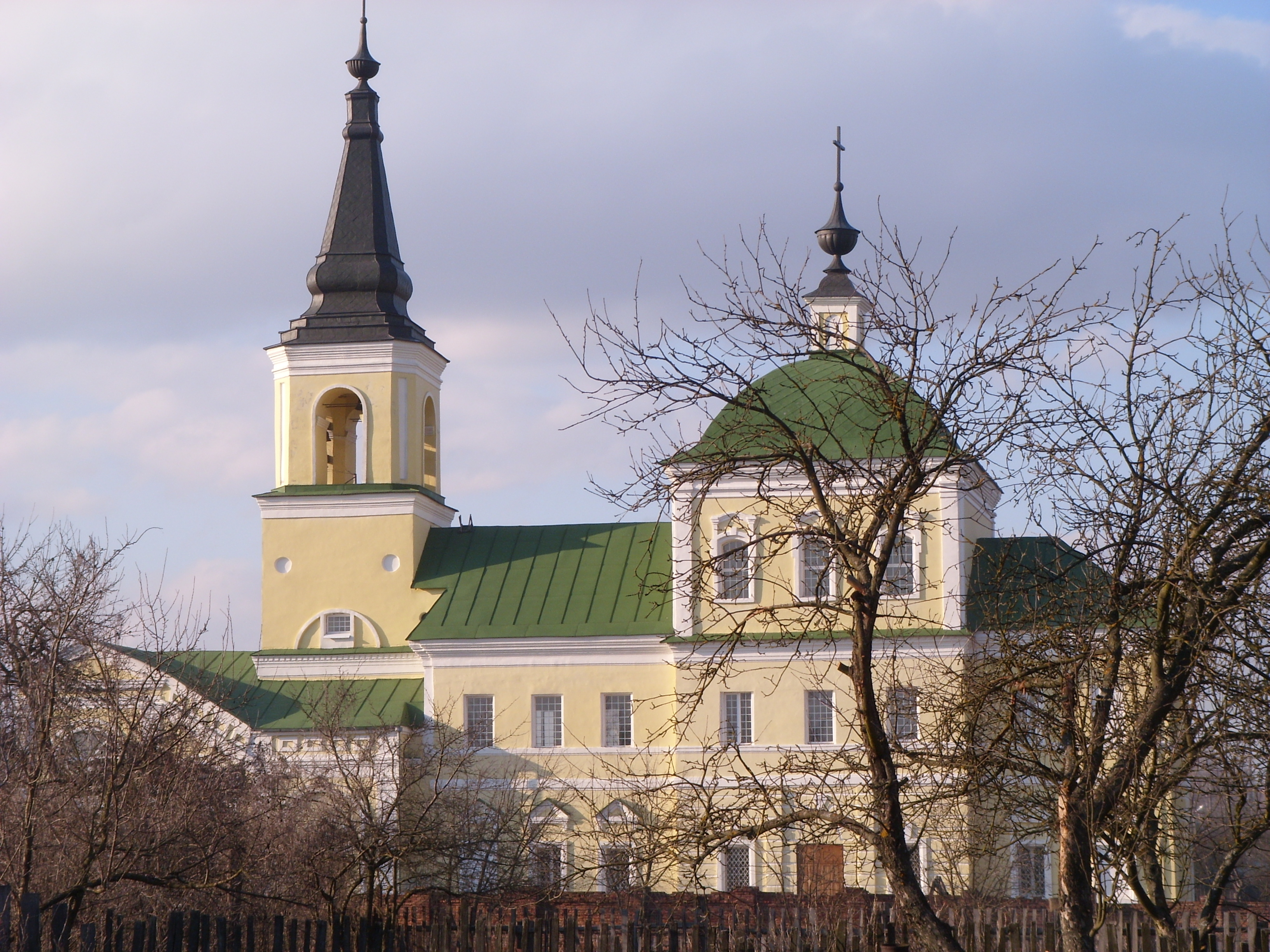

В 1993 году храм был возвращён церкви. 12 июля 1993 года его освящение совершил настоятель Севского Крестовоздвиженского храма игумен Игнатий (Павлов), а уже в августе того же года в нём возобновились регулярные богослужения. В октябре 1993 года настоятелем Петропавловской церкви был назначен иерей Виктор Алексашкин. Он прослужил в храме до 2000 года. В феврале 2001 года настоятелем был назначен иерей Иоанн Выхованец. 16 июля 2011 года его сменил иерей Михаил Чистиков.
Храм представляет собой двухэтажное кирпичное сооружение в духе раннего классицизма, с элементами барокко. С запада пристроена двухъярусная галерея в стиле позднего классицизма. Основной четверик имеет три яруса и завершён куполом. Двухэтажная алтарная апсида прямоугольная в плане. В верхнем храме и частично в галереи сохранилась настенная живопись второй половины XIX века.
В храме находится старинная икона «Всех скорбящих Радость» ,найденная в ручье с. Сорончино Севского района казаком в 90-е годы. После назначения отца Михаила настоятелем храма в 2011 году  благодаря пожертвованиям прихожан Святыня была реставрирована . 
Каждую субботу в  9 часов утра перед иконой служится водосвятный молебен с Акафистом ,а 6 ноября по н.ст./24 октября по ст.ст. в день празднования Пресвятой Богородицы «Всех скорбящих Радость» совершается Божественная  Литургия.